# پرتره تریسی
«پرترهٔ ترِیسی» (به انگلیسی: Portrait of Tracy) قطعه‌ای موسیقایی از جاکو پاستوریوس موسیقیدان جاز و نوازندهٔ گیتاربیس اهل ایالات متحده آمریکاست که سال ۱۹۷۶ در آلبوم جاکو پاستوریوس منتشر شد.
این قطعه که به افتخار تریسی سکستون همسر جاکو پاستوریوس ساخته شده، از قطعات استاندارد بیس به‌شمار می‌رود و بیس‌نوازان مختلفی از جمله مارکوس میلر، ویکتور ووتن و برایان برومبرگ آن را بازنوازی کرده‌اند. تم قطعه نیز در ترانه‌های گوناگونی به کار رفته‌است.